# Athyroglossa cressoni
Athyroglossa cressoni är en tvåvingeart som beskrevs av Wirth 1970. Athyroglossa cressoni ingår i släktet Athyroglossa och familjen vattenflugor. Inga underarter finns listade i Catalogue of Life.